# Mateusz Bartczak
Mateusz Bartczak (Legnica, 18 augustus 1979) is een Poolse voetballer (middenvelder) die sinds 2011 voor de Poolse eersteklasser Cracovia Kraków uitkomt. Voordien speelde hij onder meer voor Polonia Warschau en Zagłębie Lubin. 